# La Cantera (Guanajuato)
La Cantera es una localidad del estado mexicano de Guanajuato. Es parte del municipio de San José Iturbide.

## Demografía
| Gráfica de evolución demográfica |
|                                  |

| Censo | Población |
| ----- | --------- |
| 1921  | 85        |
| 1930  | 109       |
| 1940  | 63        |
| 1950  | 144       |
| 1960  | 180       |
| 1970  | 233       |
| 1980  | 367       |
| 1990  | 475       |
| 2000  | 466       |
| 2010  | 687       |
| 2020  | 1 097     |